# Morti nel 2023/Luglio
| Questa pagina contiene informazioni ricavate automaticamente dalle voci biografiche con l'ausilio del template Bio e di un bot. L'aggiornamento è periodico e automatico e ricostruisce completamente la pagina. Se manca una persona in questa lista, sei pregato di non aggiungerla, ma accertati piuttosto che la sua voce biografica contenga il template Bio e che i dati anagrafici siano correttamente compilati. Se il template Bio manca, inseriscilo tu stesso o, in alternativa, metti l'avviso {{tmp\|Bio}} che ne segnala la mancanza. Se i dati riportati sono sbagliati, correggi direttamente la voce biografica; le modifiche saranno visibili in questa lista entro pochi giorni. Per chiarimenti vedi il progetto biografie. La lista contiene solo le 179 persone che sono citate nell'enciclopedia e per le quali è stato implementato correttamente il template Bio. Pagina aggiornata al 10 ago 2025. |

- 1º luglio - Viktorija Amelina, scrittrice, attivista e poetessa ucraina (n. 1986)
- 1º luglio - Vincenzo D'Amico, calciatore, allenatore di calcio e dirigente sportivo italiano (n. 1954)
- 1º luglio - Christian Dalger, calciatore e allenatore di calcio francese (n. 1949)
- 1º luglio - Salvatore Genova, politico e poliziotto italiano (n. 1947)
- 1º luglio - Roberto Gramajo, calciatore argentino (n. 1947)
- 1º luglio - Meg Johnson, attrice e cantante britannica (n. 1936)
- 1º luglio - Robert Lieberman, regista statunitense (n. 1947)
- 1º luglio - Klaus Täuber, allenatore di calcio e calciatore tedesco (n. 1958)
- 1º luglio - Ippei Kuri, fumettista giapponese (n. 1940)
- 1º luglio - Franz Zigon, pallanuotista austriaco (n. 1924)
- 1º luglio - Dilano van 't Hoff, pilota automobilistico olandese (n. 2004)
- 2 luglio - Anna Maria Bietti Sestieri, archeologa italiana (n. 1942)
- 2 luglio - Milan Milutinović, politico e diplomatico serbo (n. 1942)
- 3 luglio - Mo Foster, bassista e compositore britannico (n. 1944)
- 4 luglio - Georges Bereta, calciatore francese (n. 1946)
- 4 luglio - Jenő Jandó, pianista ungherese (n. 1952)
- 4 luglio - Masahiko Yoshida, cestista e allenatore di pallacanestro giapponese (n. 1941)
- 4 luglio - Fabrizio Zampa, giornalista, critico musicale e fotografo italiano (n. 1937)
- 5 luglio - Franca Capetta, arciera italiana (n. 1936)
- 5 luglio - Marcello Colasurdo, cantautore e attore italiano (n. 1955)
- 5 luglio - Guidalberto Guidi, imprenditore italiano (n. 1941)
- 5 luglio - CoCo Lee, cantante, produttrice discografica e attrice hongkonghese (n. 1975)
- 5 luglio - Andrés Oliva, ciclista su strada spagnolo (n. 1948)
- 5 luglio - Walkiria Terradura, partigiana italiana (n. 1924)
- 5 luglio - Isabella Verney, modella italiana (n. 1925)
- 6 luglio - Attila Abonyi, allenatore di calcio e calciatore ungherese (n. 1946)
- 6 luglio - Giuseppe Bentivoglio, paroliere e giornalista italiano (n. 1943)
- 6 luglio - Jeffrey Carlson, attore statunitense (n. 1975)
- 6 luglio - Graham Clark, tenore britannico (n. 1941)
- 6 luglio - Francesco Coniglio, editore e curatore editoriale italiano (n. 1957)
- 6 luglio - Johnie Cooks, giocatore di football americano statunitense (n. 1958)
- 6 luglio - Arnaldo Forlani, politico italiano (n. 1925)
- 6 luglio - Zé Celso, regista teatrale, attore e drammaturgo brasiliano (n. 1937)
- 6 luglio - Peter Nero, pianista e direttore d'orchestra statunitense (n. 1934)
- 6 luglio - Viktor Pikaisen, violinista e insegnante russo (n. 1933)
- 6 luglio - Benito Saba, politico italiano (n. 1936)
- 6 luglio - Alberto Sironi, calciatore italiano (n. 1943)
- 7 luglio - Tara Heiss, cestista statunitense (n. 1956)
- 7 luglio - Mary Ann Hoberman, scrittrice statunitense (n. 1930)
- 7 luglio - Nikki McCray, cestista e allenatrice di pallacanestro statunitense (n. 1971)
- 7 luglio - Mutulu Shakur, attivista statunitense (n. 1950)
- 7 luglio - Max Wozniak, allenatore di calcio e calciatore polacco (n. 1926)
- 7 luglio - Antonio Zanoletti, attore e regista teatrale italiano (n. 1949)
- 8 luglio - Nikolaj Alëchin, schermidore sovietico (n. 1954)
- 8 luglio - Luciano Rossi, cantautore italiano (n. 1945)
- 8 luglio - Elkin Fernando Álvarez Botero, vescovo cattolico colombiano (n. 1968)
- 9 luglio - Joe Campbell, giocatore di football americano statunitense (n. 1955)
- 9 luglio - Manny Coto, sceneggiatore, regista e produttore televisivo statunitense (n. 1961)
- 9 luglio - Andrea Evans, attrice statunitense (n. 1957)
- 9 luglio - Michele Arcangelo Iocca, disegnatore e fumettista italiano (n. 1925)
- 9 luglio - Porfirio Muñoz Ledo, politico e diplomatico messicano (n. 1933)
- 9 luglio - Asbjørn Sennels, calciatore danese (n. 1979)
- 9 luglio - Luis Suárez, calciatore e allenatore di calcio spagnolo (n. 1935)
- 10 luglio - Enzo Bartocci, politico e sociologo italiano (n. 1929)
- 10 luglio - Ümit Birol, calciatore turco (n. 1963)
- 10 luglio - Angelo Ciavarella, politico italiano (n. 1928)
- 10 luglio - Felice Contu, notaio e politico italiano (n. 1927)
- 10 luglio - Eero Lohi, pentatleta finlandese (n. 1927)
- 10 luglio - Roger Gnoan M'Bala, regista e sceneggiatore ivoriano (n. 1943)
- 11 luglio - Sepp Behr, sciatore alpino tedesco (n. 1929)
- 11 luglio - Leonardo Cavallini, bobbista italiano (n. 1939)
- 11 luglio - Oleg Cokov, generale russo (n. 1971)
- 11 luglio - Philippe Garot, calciatore e allenatore di calcio belga (n. 1948)
- 11 luglio - Milan Kundera, scrittore, poeta e saggista cecoslovacco (n. 1929)
- 11 luglio - Mantaur, wrestler statunitense (n. 1968)
- 12 luglio - Seil'da Bajšakov, calciatore sovietico (n. 1950)
- 12 luglio - Jill Churchill, scrittrice statunitense (n. 1943)
- 12 luglio - Sergio Garrone, regista e sceneggiatore italiano (n. 1925)
- 12 luglio - Mirella Izzo, attivista italiana (n. 1959)
- 12 luglio - Heide Simonis, politica tedesca (n. 1943)
- 12 luglio - André Watts, pianista statunitense (n. 1946)
- 13 luglio - Josephine Chaplin, attrice statunitense (n. 1949)
- 13 luglio - Carlin Glynn, attrice e cantante statunitense (n. 1940)
- 14 luglio - Vítor Godinho, calciatore portoghese (n. 1944)
- 14 luglio - Adel Theodor Khoury, teologo libanese (n. 1930)
- 14 luglio - Bill MacMillan, hockeista su ghiaccio, allenatore di hockey su ghiaccio e dirigente sportivo canadese (n. 1943)
- 14 luglio - John Nettleton, attore britannico (n. 1929)
- 14 luglio - Franco Rella, filosofo italiano (n. 1944)
- 15 luglio - Francisco Ibáñez, fumettista spagnolo (n. 1936)
- 15 luglio - Lew Morrison, hockeista su ghiaccio canadese (n. 1948)
- 15 luglio - William O'Malley, gesuita statunitense (n. 1931)
- 16 luglio - Alfredo Avantifiori, compositore, pianista e paroliere italiano (n. 1931)
- 16 luglio - Luigi Bettazzi, vescovo cattolico italiano (n. 1923)
- 16 luglio - Jane Birkin, attrice, cantante e regista britannica (n. 1946)
- 16 luglio - Silvano Bulgari, scultore italiano (n. 1955)
- 16 luglio - Harry Frankfurt, filosofo statunitense (n. 1929)
- 16 luglio - Kevin Mitnick, programmatore statunitense (n. 1963)
- 16 luglio - Christian Quadflieg, attore, doppiatore e regista tedesco (n. 1945)
- 16 luglio - Eusebio Quintero López, supercentenario colombiano (n. 1910)
- 16 luglio - Veniamin Soldatenko, marciatore sovietico (n. 1939)
- 17 luglio - Robert Budzynski, calciatore e dirigente sportivo francese (n. 1940)
- 17 luglio - João Donato, pianista, fisarmonicista e compositore brasiliano (n. 1934)
- 17 luglio - Denis Ivanov, militare russo (n. 1981)
- 17 luglio - Mangala Narlikar, matematica indiana (n. 1943)
- 17 luglio - Egidio Pedrini, politico italiano (n. 1944)
- 17 luglio - Vanderlei Eustáquio de Oliveira, calciatore brasiliano (n. 1950)
- 18 luglio - Alexandre Adler, storico e giornalista francese (n. 1950)
- 18 luglio - Amilcare Ballestrieri, pilota motociclistico e pilota automobilistico italiano (n. 1935)
- 18 luglio - Oommen Chandy, politico indiano (n. 1943)
- 19 luglio - Lajos Balázsovits, attore e regista ungherese (n. 1946)
- 19 luglio - Vinicio Brandani, ingegnere e astrologo italiano (n. 1925)
- 19 luglio - Philippe Doumenc, scrittore francese (n. 1934)
- 19 luglio - Silvana Lattmann, scrittrice e poetessa italiana (n. 1918)
- 19 luglio - Leonello Leoni, calciatore italiano (n. 1936)
- 19 luglio - Andrea Purgatori, giornalista, sceneggiatore e saggista italiano (n. 1953)
- 19 luglio - Remigijus Valiulis, velocista sovietico (n. 1958)
- 19 luglio - Dedric Willoughby, cestista statunitense (n. 1974)
- 20 luglio - Massimiliano Damerini, pianista e compositore italiano (n. 1951)
- 20 luglio - Adam Hnativ, sollevatore sovietico (n. 1944)
- 20 luglio - Mirko Novosel, allenatore di pallacanestro jugoslavo (n. 1938)
- 20 luglio - Gustavo Pallicca, dirigente sportivo, scrittore e giornalista italiano (n. 1936)
- 20 luglio - Rachid Sfar, politico tunisino (n. 1933)
- 21 luglio - Tony Bennett, cantante statunitense (n. 1926)
- 21 luglio - Ann Clwyd, politica britannica (n. 1937)
- 21 luglio - Philip Eaton, chimico statunitense (n. 1936)
- 21 luglio - Juliette Mayniel, attrice francese (n. 1936)
- 21 luglio - Marcello Osler, ciclista su strada italiano (n. 1945)
- 21 luglio - Emilio Ostorero, pilota motociclistico italiano (n. 1934)
- 21 luglio - Bianca Pomeranzi, attivista e saggista italiana (n. 1950)
- 21 luglio - Jacinto Santos, calciatore portoghese (n. 1941)
- 21 luglio - Carlo Taverna, militare e partigiano italiano (n. 1920)
- 22 luglio - Aaron Cicourel, sociologo statunitense (n. 1928)
- 22 luglio - Lelia Goldoni, attrice statunitense (n. 1936)
- 22 luglio - Günther Herrmann, calciatore tedesco (n. 1939)
- 22 luglio - Ernesto Mastrángelo, calciatore e allenatore di calcio argentino (n. 1948)
- 22 luglio - Arthur Rubin, produttore teatrale e attore statunitense (n. 1926)
- 22 luglio - Adolf Scherer, calciatore cecoslovacco (n. 1938)
- 22 luglio - Marianne Werner, pesista e discobola tedesca (n. 1924)
- 23 luglio - Pamela Blair, attrice, cantante e ballerina statunitense (n. 1949)
- 23 luglio - Jānis Andris Osis, pittore e docente lettone (n. 1943)
- 23 luglio - Inga Swenson, attrice statunitense (n. 1932)
- 24 luglio - Leny Andrade, cantante e musicista brasiliana (n. 1943)
- 24 luglio - Marc Augé, antropologo, etnologo e scrittore francese (n. 1935)
- 24 luglio - Chris Bart-Williams, calciatore e allenatore di calcio inglese (n. 1974)
- 24 luglio - Trevor Francis, calciatore e allenatore di calcio inglese (n. 1954)
- 24 luglio - Bianca Gelli, politica e psicoterapeuta italiana (n. 1933)
- 24 luglio - Charles Misner, fisico statunitense (n. 1932)
- 24 luglio - Seiichi Morimura, scrittore giapponese (n. 1933)
- 24 luglio - Ronald L. Numbers, storico della scienza statunitense (n. 1942)
- 24 luglio - Otello Profazio, cantautore e cantastorie italiano (n. 1934)
- 24 luglio - Adrian Street, wrestler gallese (n. 1940)
- 24 luglio - Annamária Tóth, multiplista e velocista ungherese (n. 1945)
- 24 luglio - Marianna Vardinoyannis, filantropa e socialite greca (n. 1937)
- 25 luglio - Angelo Baracca, fisico e attivista italiano (n. 1939)
- 25 luglio - Silvana Castignone, filosofa e attivista italiana (n. 1931)
- 25 luglio - Giorgio Di Genova, storico dell'arte italiano (n. 1933)
- 25 luglio - Bo Goldman, sceneggiatore e drammaturgo statunitense (n. 1932)
- 25 luglio - Michele Kalamera, doppiatore italiano (n. 1939)
- 25 luglio - Johnny Lujack, giocatore di football americano statunitense (n. 1925)
- 25 luglio - Randy Meisner, musicista statunitense (n. 1946)
- 25 luglio - Michela Tartamella, cestista italiana (n. 1960)
- 26 luglio - Abdel-Majed Abdel Bary, rapper egiziano (n. 1990)
- 26 luglio - Carmelo Giovanni Donno, storico italiano (n. 1948)
- 26 luglio - Roger Dorchy, pilota automobilistico francese (n. 1944)
- 26 luglio - Henry Logan, cestista statunitense (n. 1946)
- 26 luglio - Sinéad O'Connor, cantautrice irlandese (n. 1966)
- 26 luglio - Martin Walser, scrittore tedesco (n. 1927)
- 27 luglio - Rune Richardsen, calciatore norvegese (n. 1962)
- 27 luglio - Stanisław Żurakowski, militare e storico polacco (n. 1920)
- 28 luglio - Danila Comastri Montanari, scrittrice italiana (n. 1948)
- 28 luglio - Christiane Guhel, danzatrice su ghiaccio francese (n. 1932)
- 28 luglio - Ryszard Niewodowski, cestista polacco (n. 1939)
- 28 luglio - Jim Parker, compositore britannico (n. 1934)
- 29 luglio - Vittorio Capecchi, sociologo italiano (n. 1938)
- 29 luglio - Clive Rowlands, allenatore di rugby a 15 e rugbista a 15 gallese (n. 1938)
- 29 luglio - George Wilson, cestista statunitense (n. 1942)
- 30 luglio - David Albahari, scrittore serbo (n. 1948)
- 30 luglio - Dan Hester, cestista statunitense (n. 1948)
- 30 luglio - Vittorio Prodi, politico e fisico italiano (n. 1937)
- 30 luglio - Paul Reubens, attore, showman e doppiatore statunitense (n. 1952)
- 30 luglio - Benny Rooney, calciatore e allenatore di calcio scozzese (n. 1943)
- 31 luglio - Anna Cascella Luciani, poetessa italiana (n. 1941)
- 31 luglio - Angus Cloud, attore statunitense (n. 1998)
- 31 luglio - Carl-Erik Eriksson, bobbista svedese (n. 1930)
- 31 luglio - Sophie Fillières, sceneggiatrice e regista francese (n. 1964)
- 31 luglio - María Fux, ballerina, coreografa e scrittrice argentina (n. 1922)
- 31 luglio - Surət Hüseynov, politico e militare azero (n. 1959)
- 31 luglio - Inga Landgré, attrice svedese (n. 1927)
- 31 luglio - Antonio Pagliaro, giurista italiano (n. 1932)